# Agriopis marginaria
Espèce
L'Hibernie hâtive (Agriopis marginaria) est une espèce de lépidoptères (papillons) de la famille des Geometridae, de la sous-famille des Ennominae. Ses imagos sont de mœurs nocturnes et hivernales, et le dimorphisme sexuel est particulièrement important : la femelle est microptère.

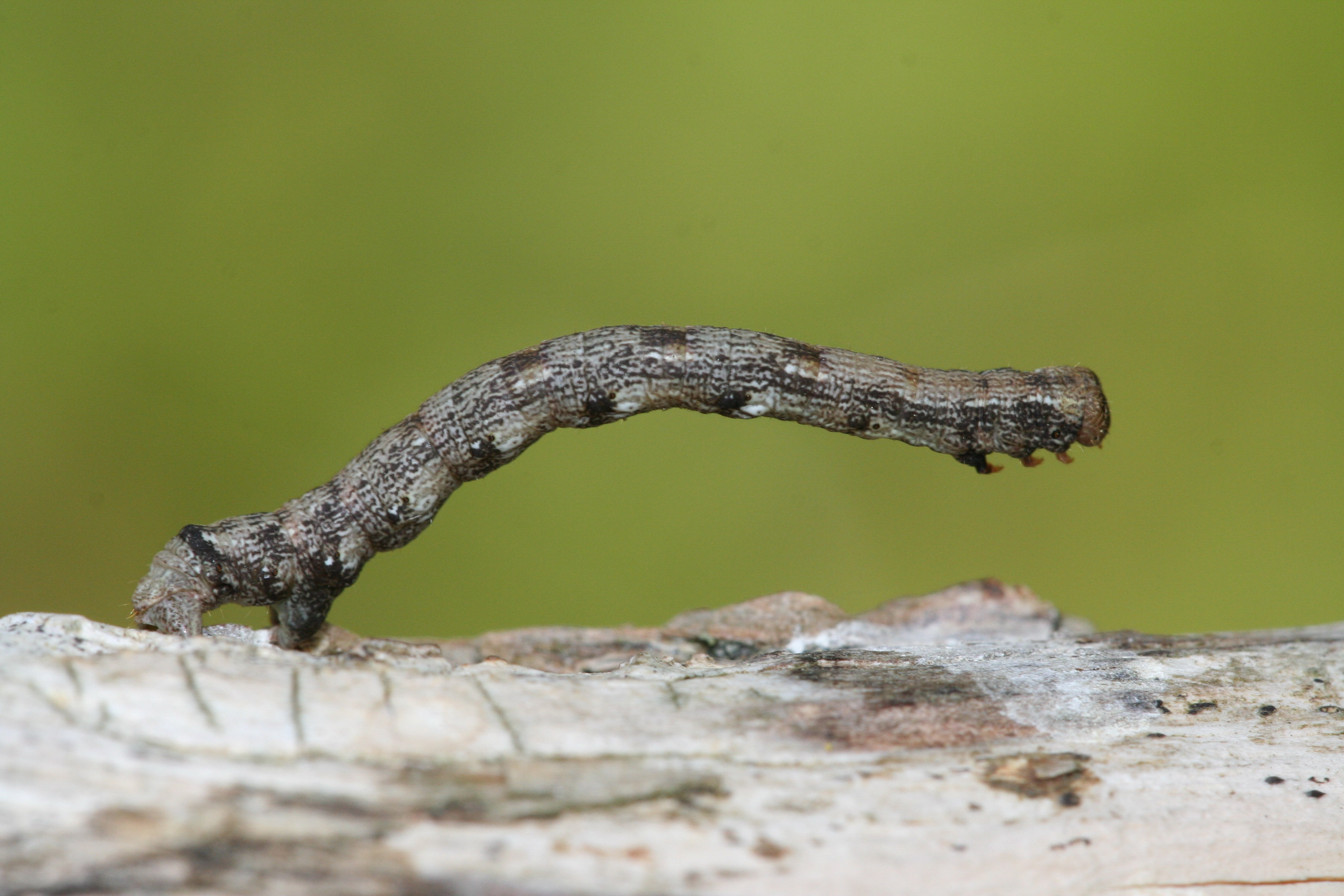
La position habituelle et l'immobilité de la chenille simulent le rameau qui lui sert de support.
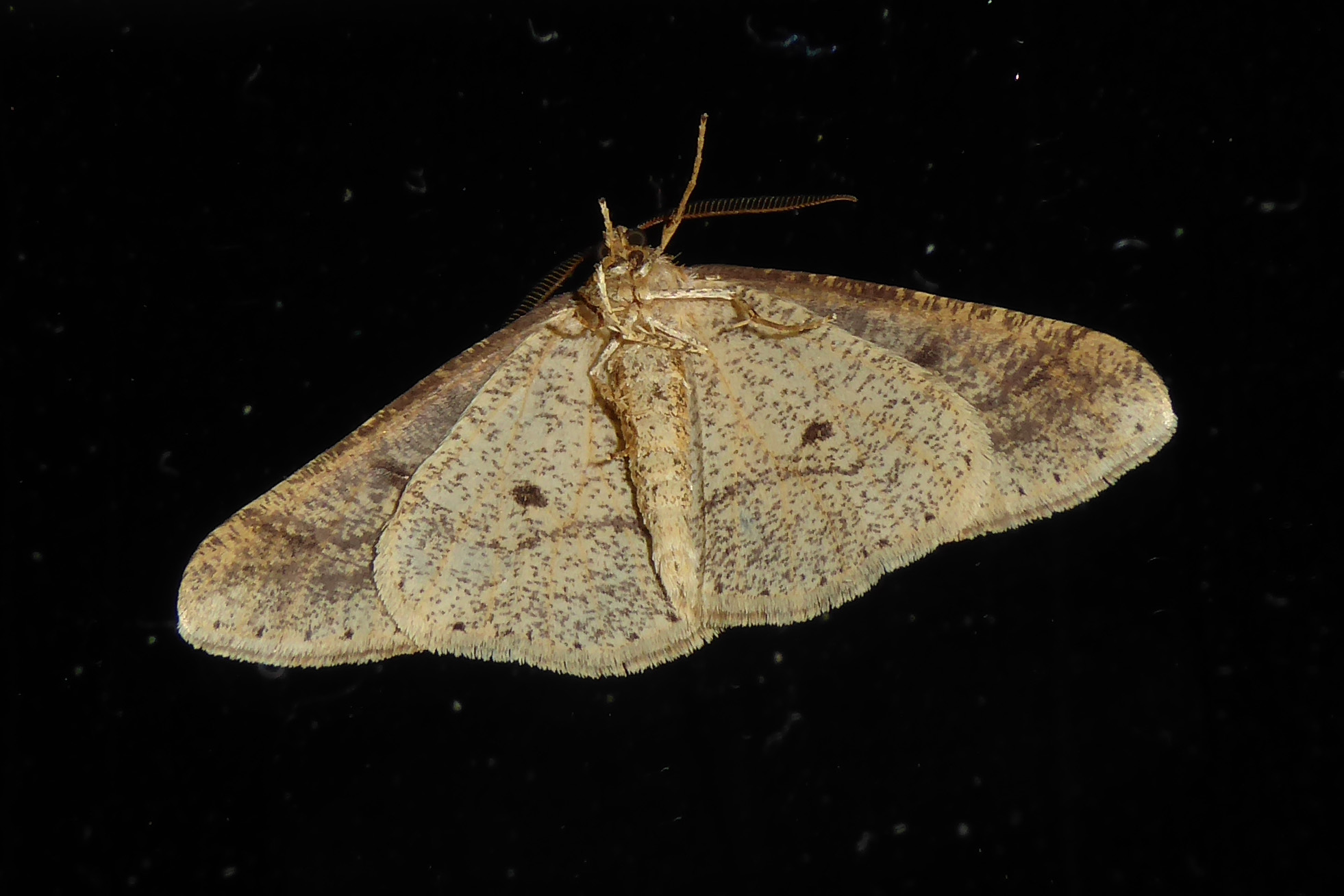
Face ventrale d'un mâle.
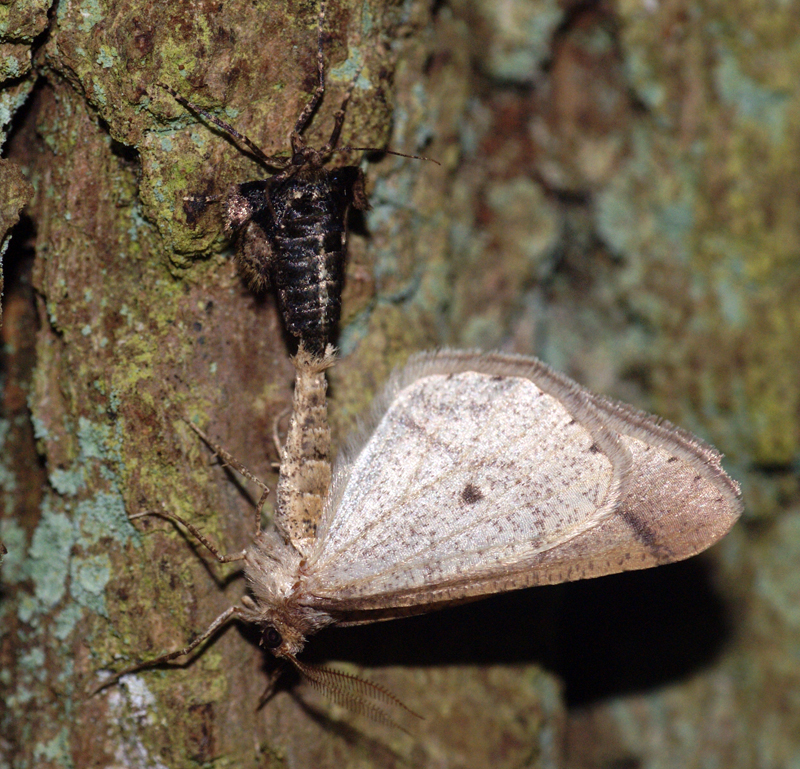
Accouplement (femelle en haut).

## Synonymie
- Larerannis marginaria
- Phigaliohybernia marginaria (Fabricius, 1777)